# Boston Women's Heritage Trail
Boston Women's Heritage Trail (BWHT) est une série de visites pédestres à Boston, dans le Massachusetts, menant à d'anciens sites importants pour l'histoire des femmes de Boston. Les visites sillonnent plusieurs quartiers, dont Back Bay et Beacon Hill, commémorant des femmes comme Abigail Adams, Amelia Earhart et Phillis Wheatley. Le guide comprend sept promenades et présente plus de 200 femmes de Boston. 
Le BWHT a été créé en 1989 par un groupe d'enseignants, de bibliothécaires et d'étudiants de Boston. Il est financé par la Boston Educational Development Foundation à but non lucratif. Le BWHT présente des ateliers pour les enseignants, des promenades guidées et d'autres activités pour promouvoir l'histoire des femmes.     

## Visites à pied
La liste des visites à pied de BWHT comprend actuellement des visites de Back Bay (Est), Back Bay (Ouest), Beacon Hill, Charlestown, Chinatown / South Cove, Dorchester, Downtown, Jamaica Plain, Lower Roxbury, Roxbury, South End et West Roxbury. Il comprend également le circuit des artistes, qui met l'accent sur les femmes artistes locales, et celui des femmes, qui commémore Abigail Adams, Lucy Stone et Phillis Wheatley. 

### Artistes
La marche des artistes se concentre sur la Back Bay, où de nombreuses femmes artistes ont vécu, travaillé et exposé. La promenade a été conçue pour compléter l'exposition du Musée des beaux-arts de 2001, A Studio of Her Own: Women Artists in Boston 1870–1940. Les femmes mentionnées sont Helen M. Knowlton, Anne Whitney et d'autres encore. 

### Back Bay East
La promenade de Back Bay East commence et se termine au jardin public. Les femmes mentionnées comprennent :   
- Emily Greene Balch, économiste, sociologue et pacifiste, lauréate du prix Nobel de la paix
- Amy Beach, compositrice
- Isabella Stewart Gardner, collectionneuse d'art et fondatrice du Musée Gardner
- Catherine Hammond Gibson, propriétaire d'origine du Gibson House Museum
- Mary Elizabeth Haskell, fondatrice de la Haskell School for Girls
- Harriet Hemenway et Minna Hall, fondatrices de la Massachusetts Audubon Society
- Julia Ward Howe, abolitionniste, militante et auteure de The Battle Hymn of the Republic (L'hymne de bataille de la République)
- Mary Morton Kehew, suffragette et syndicaliste
- Elma Lewis, enseignante artistique et fondatrice du National Center of Afro-American Artists
- Florence Luscomb, architecte et suffragette des femmes
- Mary May, fondatrice de l'école Brimmer and May
- Julia Oliver O'Neil, célèbre pour avoir défilé avec ses dix filles dans des tenues assorties
- Lucina W. Prince, fondatrice de la Prince School of Salesmanship
- Belle P. Rand, fondatrice de la Bibliothèque et du Centre culturel français
- Sarah Choate Sears, mécène et artiste
- Anne Sexton, poétesse, lauréate du prix Pulitzer
- Mary Pickard Winsor, fondatrice de l'école Winsor
- sculptrices Theo Alice Ruggles Kitson, Anna Coleman Ladd, Mary Moore, Bashka Paeff, Lilian Swann Saarinen, Nancy Schön, Katharine Lane Weems et Anne Whitney

Sont également mentionnés le Fisher College, le Simmons College et la Winsor School. 

### Back Bay West
Cette promenade commence à la bibliothèque publique de Boston à Copley Square et se termine au Boston Women's Memorial au centre commercial Commonwealth Avenue. Les femmes mentionnées comprennent : 
- Abigail Adams, First Lady et conseillère présidentielle
- Sœur Ann Alexis, administratrice de l'hôpital Carney et des Filles de la Charité de Saint Vincent de Paul
- Mary Antin, auteure et militante des droits à l'immigration
- Alice Stone Blackwell, suffragette des femmes, journaliste et défenseure des droits humains
- Melnea Cass, militante des droits civiques
- Lucretia Crocker, éducatrice scientifique
- Charlotte Cushman, actrice et mécène d'art
- Carolyn L. Dewing, fondatrice de la School of Fashion Design
- Mary Baker Eddy, fondatrice de l'Église du Christ, scientifique
- Katharine Gibbs, fondatrice du Gibbs College
- Louise Imogen Guiney, poétesse, essayiste et éditrice
- Anne Hutchinson, dissidente religieuse
- Alice M. Jordan, fondatrice de la New England Round Table of Children's Librarians
- Mary Morton Kehew, leader de la réforme sociale
- Ellen Lanyon, artiste
- Elma Lewis, éducatrice artistique et fondatrice du National Center of Afro-American Artists
- Lucy Miller Mitchell, éducatrice pionnière
- Maria Mitchell, astronome
- Cecilia Payne-Gaposchkin, astronome
- Frances Rich, sculptrice
- Ellen Swallow Richards, chimiste pionnière de l'environnement
- Beryl Robinson, éducatrice et conteuse
- Sarah Choate Sears, mécène et artiste
- Isobel Sinesi de l'école de design de mode
- Muriel S. Snowden, militante communautaire
- Lucy Stone, suffragette et fondatrice du Woman's Journal
- Anne Sullivan, professeur d'Helen Keller
- Phillis Wheatley, poétesse
- Les marathoniennes Joan Benoit, Bobbi Gibb, Nina Kuscsik, Rosa Mota et Fatuma Roba
- Les sculptrices Meredith Bergmann, Yvette Compagnion, Meta Vaux Warrick Fuller, Penelope Jencks, Theo Alice Ruggles Kitson, Amelia Peabody, Anne Whitney, Frances Rich et Nancy Schön
- Les artistes Cecilia Beaux, Susan Hinckley Bradley, Margaret Fitzhugh Browne, Mary Cassatt, Adelaide Cole Chase, Gertrude Fiske, Lilian Westcott Hale, Marie Danforth Page, Lilla Cabot Perry, Louise Stimson et Sarah Wyman Whitman ,
- Les philanthropes Ednah Dow Cheney, Pauline Durant, Fanny Mason, Abby W. May, Pauline Agassiz Shaw, Jane Alexander et Eileen Reilly
- Chefs religieux Abbie Child, Dre Elsa Meder, Elizabeth Rice, Alice Hageman et Donna Day Lower
- Les artisans primés Lydia Bush-Brown Head, Louise Chrimes, Winifred Crawford, sœur Magdalen, Margaret Rogers, Mary Crease Sears et Josephine H. Shaw
- Exeter Street Theatre, propriétaires Viola et Florence Berlin

### Beacon Hill
La promenade de Beacon Hill commence à la State House et serpente à travers Beacon Hill, souvent en parallèle avec le Black Heritage Trail. Les femmes mentionnées comprennent : 
- Louisa May Alcott, auteur
- Ruth Batson, militante des droits civiques
- Blanche Woodson Braxton, la première femme afro-américaine à être admise au Massachusetts Bar Association
- Maria Weston Chapman, fondatrice de la Boston Female Anti-Slavery Society
- Ellen Craft, esclave échappée, auteur et éducatrice
- Rebecca Lee Crumpler, la première femme médecin afro-américaine
- Margaret Deland, auteur
- Mary Dyer, l'un des quatre Quakers exécutés connus comme les martyrs de Boston
- Annie Adams Fields, auteure
- Louise Imogen Guiney, auteur
- Harriet Hayden, abolitionniste afro-américaine
- Anna E. Hirsch, première femme présidente du Board of Trustees of New England School of Law
- Julia Ward Howe, abolitionniste, militante et auteure de " L'hymne de bataille de la République "
- Anne Hutchinson, dissidente religieuse
- Sarah Orne Jewett, auteur
- Mary Eliza Mahoney, la première infirmière afro-américaine formée professionnellement
- Sophia Palmer et Mary EP Davis, fondatrices de l'American Nurses Association
- Susan Paul, abolitionniste afro-américaine
- Elizabeth Peabody, fondatrice du premier jardin d'enfants de langue anglaise aux États-Unis
- Rose Standish Nichols, architecte paysagiste
- Linda Richards, la première infirmière américaine formée professionnellement
- Florida Ruffin Ridley, militante des droits civiques
- Josephine St. Pierre Ruffin, éditrice afro-américaine, leader des droits civiques et suffragette des femmes
- Maria W. Stewart, abolitionniste afro-américaine
- Hepzibah Swan, mondaine et mécène d'art
- Harriet Tubman, abolitionniste afro-américaine, suffragette des femmes et espionne de l'Union qui a passé du temps à Boston
- Anne Whitney, sculptrice, dont la statue de Samuel Adams à Faneuil Hall
- Marie Elizabeth Zakrzewska, médecin et fondatrice du New England Hospital for Women and Children
- Sœurs de St. Margaret, fondatrices de St. Monica's Home
- Étudiantes de la Portia School of Law
- Les fondatrices de Vilna Shul

### Charlestown
Les femmes mentionnées sur la promenade de Charlestown comprennent :    
- Rebecca Lee Crumpler, la première femme médecin afro-américaine
- Charlotte Cushman, actrice
- Julia Harrington Duff, première Irlandaise d'origine américaine à siéger au Boston School Committee
- Sarah Josepha Hale, auteure, a contribué à la création de Thanksgiving Day aux États-Unis et du Bunker Hill Monument
- Harriot Kezia Hunt, une première femme médecin
- Rosie la riveteuse (Rosie the Riveter), en lien avec les 8 000 femmes qui travaillaient au Charlestown Navy Yard
- Squaw Sachem, chef de Pawtucket
- Elizabeth McLean Smith, sculptrice et présidente de la New England Sculptors Association
- Elizabeth Foster Vergoose, également connue sous le nom de Mother Goose

### Quartier chinois / South Cove
La promenade Chinatown / South Cove commence au Boston Common Visitor Center, traverse Chinatown et se termine à Park Square. Les femmes mentionnées comprennent :   
- Sarah Caldwell, chef d'opéra et imprésario
- Ednah Dow Littlehale Cheney, écrivaine, réformatrice et philanthrope
- Chew Shee Chin, fondatrice de la New England Chinese Women's Association
- Harriet Clisby, médecin et fondatrice du Women's Educational and Industrial Union
- Jennie Collins, humanitaire et l'une des premières femmes américaines de la classe ouvrière à publier un livre
- Helena Dudley, directrice de Denison House
- Amelia Earhart, aviatrice et travailleuse sociale à Denison House
- Ruby Foo, restauratrice
- Margaret Fuller, journaliste, critique et défenseure des droits des femmes associée au transcendantalisme américain
- Pauline Hopkins, auteure, éditrice de The Colored American
- Mary Morton Kehew, leader de la réforme sociale
- Rose Lok, aviatrice, première femme sino-américaine à voler en solo à l'aéroport de Logan
- Mary A. Mahan, première femme admise à la Massachusetts Bar Association
- Les sœurs de Maryknoll
- Annie McKay, première infirmière scolaire de Boston
- Rose Finkelstein Norwood, organisatrice syndicale
- Julia O'Connor, organisatrice syndicale
- Mary Kenney O'Sullivan, organisatrice syndicale
- Elizabeth Peabody, fondatrice du premier jardin d'enfants de langue anglaise aux États-Unis
- Vida Dutton Scudder, cofondatrice de Denison House
- Hannah Sabbagh Shakir, fondatrice de la Lebanese-Syrian Ladies 'Aid Society
- Frances Stern, l'une des premières nutritionnistes aux États-Unis
- Phillis Wheatley, poétesse
- Membres de l'Union internationale des travailleurs du vêtement pour dames
- Membres de la Boston Women's Trade Union League
- Résidents du YWCA « Working Girls Home »

### Dorchester
Le parcours Uphams Corner à Dorchester, développée par des étudiants de la Codman Academy, est la première d'une série de promenades prévues à Dorchester. Les femmes mentionnées comprennent :   
- Alice Stone Blackwell, suffragette des femmes, journaliste et défenseure des droits humains
- Elida Rumsey Fowle, volontaire de la guerre civile et mère adoptive de deux enfants esclaves émancipés
- Sarah Wentworth Apthorp Morton, poétesse
- Anna Clapp Harris Smith, fondatrice de la Animal Rescue League
- Hepzibah Swan, mondaine et mécène d'art
- Geraldine Trotter, éditrice et militante
- "Ann & Betty", deux esclaves enterrées dans le plus ancien cimetière de Dorchester
- Groupes abolitionnistes locaux de femmes

### Centre ville (Downtown)
Commençant à la State House et se terminant au coin des rues Franklin et Washington, la promenade du centre-ville passe par certains des plus anciens sites historiques de Boston. Les femmes mentionnées comprennent :     
- Abigail Adams, épouse de John Adams
- Hannah Adams, la première femme aux États-Unis qui a travaillé professionnellement comme écrivain
- Jennie Loitman Barron, la première femme nommée à la Cour supérieure du Massachusetts
- Clara Barton, fondatrice de la Croix-Rouge américaine
- Alice Stone Blackwell, suffragette des femmes, journaliste et défenseure des droits humains
- Maria Weston Chapman, fondatrice de la Boston Female Anti-Slavery Society
- Lydia Maria Child, abolitionniste et militante des droits des femmes
- Lucretia Crocker, éducatrice scientifique
- Sheila Levrant de Bretteville, artiste
- Dorothea Dix, militante au nom des fous indigents qui ont créé la première génération d'asiles mentaux américains
- Julia Harrington Duff, la première femme irlandaise américaine à siéger au Boston School Committee
- Mary Dyer, l'une des quatre Quakers exécutés connus comme les martyrs de Boston
- Mary Baker Eddy, fondatrice de l'Église du Christ, scientifique
- Annie Adams Fields, auteure
- Eliza Lee Cabot Follen, auteur et abolitionniste
- Abiah Franklin, mère de Benjamin Franklin
- Sarah et Angelina Grimké, abolitionnistes et suffragettes féminines
- Mary Tileston Hemenway, philanthrope
- Harriet Hosmer, sculptrice
- Anne Hutchinson, dissidente religieuse
- Helen Hunt Jackson, auteur
- Edmonia Lewis, sculptrice
- Mary Livermore, journaliste et défenseure des droits des femmes
- Grace Lorch, enseignante et militante des droits civiques
- Amy Lowell, poétesse
- Florence Luscomb, architecte et suffragette des femmes
- Abby May, fondatrice de l'école, militante et l'une des premières travailleuses sociales du Massachusetts
- Jane Mecom, sœur et confidente de Benjamin Franklin
- Elizabeth Murray, femme d'affaires et proto-féministe pendant la Révolution américaine
- Judith Sargent Murray, défenseure des droits des femmes, essayiste, dramaturge et poétesse
- Mary Kenney O'Sullivan, organisatrice syndicale
- Sarah Parker Remond, abolitionniste afro-américaine
- Susanna Rowson, dramaturge et actrice
- Josephine St. Pierre Ruffin, éditrice afro-américaine, leader des droits civiques et suffragette des femmes
- Frances Slanger, la première infirmière américaine en Europe à être tuée au combat pendant la Seconde Guerre mondiale
- Lucy Stone, suffragette et fondatrice du Woman's Journal
- Anne Sullivan, professeur d'Helen Keller
- Elizabeth Foster Vergoose, également connue sous le nom de Mother Goose
- Mercy Otis Warren, écrivain politique de la Révolution américaine
- Phillis Wheatley, poétesse
- Couturières, modistes et opératrices de salons de réforme vestimentaire
- Conférencières au Temple de Tremont
- Organisatrices féminines du Mémorial de la Shoah
- Conférencières à Faneuil Hall, dont Susette La Flesche et Sarah Josepha Hale

### Jamaica Plain
Les femmes mentionnées sur la marche de Jamaica Plain comprennent : 
- Emily Greene Balch, économiste, sociologue et pacifiste; lauréate du prix Nobel de la paix
- Ednah Dow Littlehale Cheney, écrivain, réformateur et philanthrope
- Mary Emilda Curley, épouse de James Michael Curley
- Susan Walker Fitzgerald, la première femme démocrate élue à l'Assemblée législative de l'État du Massachusetts
- Margaret Fuller, journaliste, critique et défenseure des droits des femmes associée au transcendantalisme américain
- Maud Cuney Hare, musicienne, musicologue et militante des droits civiques
- Elizabeth Peabody, fondatrice du premier jardin d'enfants de langue anglaise aux États-Unis
- Sylvia Plath, poétesse
- Ellen Swallow Richards, chimiste, pionnière de l'environnement
- Mary Joseph Rogers, fondatrice des Maryknoll Sisters
- Pauline Agassiz Shaw, philanthrope et réformatrice sociale
- Judith Winsor Smith, abolitionniste et suffragette des femmes
- Lucy Stone, suffragette et fondatrice du Woman's Journal
- Marie Elizabeth Zakrzewska, médecin et fondatrice du New England Hospital for Women and Children

### Marche des dames
La Ladies Walk célèbre la vie de la First Lady Abigail Adams, de la suffragette Lucy Stone et du poétesse Phillis Wheatley. Il commence au Boston Women's Memorial sur Commonwealth Avenue et se termine à Faneuil Hall. 

### Lower Roxbury
Les femmes mentionnées sur la promenade Lower Roxbury comprennent :   
- Melnea Cass, militante des droits civiques
- Mildred Daniels, activiste communautaire
- Sœurs résidant au monastère carmélite local
- Élèves du lycée des filles

### Promenade North End
La promenade du North End commence à Faneuil Hall, passe par le North End et se termine à l'église Saint-Léonard, l'une des premières églises italiennes aux États-Unis. Elle chevauche en plusieurs points le Freedom Trail. Les femmes mentionnées sur cette promenade comprennent :   
- Charlotte Cushman, actrice
- Goody Glover, la dernière personne à être pendue à Boston en tant que sorcière
- Fanny Goldstein, bibliothécaire et fondatrice de la Semaine du livre juif
- Edith Guerrier, fondatrice des Saturday Evening Girls
- Sarah Josepha Hale, fondatrice de la Boston Seaman's Aid Society
- Lina Frank Hecht, fondatrice de l'école industrielle hébraïque
- Harriot Kezia Hunt, une des premières femmes médecin
- Rose Fitzgerald Kennedy, mère de John F. Kennedy
- Clementina Poto Langone, leader civique italo-américaine
- Judith Sargent Murray, défenseure des droits des femmes, essayiste, dramaturge et poétesse
- Rachel Walker Revere, épouse de Paul Revere
- Pauline Agassiz Shaw, fondatrice de la North Bennet Street Industrial School
- Helen Osborne Storrow, philanthrope
- Sophie Tucker, artiste du spectacle
- Collectes de fonds pour l'église St. Leonard

### Roxbury
Les femmes mentionnées sur la promenade de Roxbury comprennent :   
- Melnea Cass, militante des droits civiques
- Jessie Gideon Garnett, la première femme dentiste afro-américaine à Boston
- Ellen Swepson Jackson, éducatrice et militante
- Elma Lewis, éducatrice artistique et fondatrice du National Center of Afro-American Artists
- Mary Eliza Mahoney, la première infirmière afro-américaine formée professionnellement
- Lucy Miller Mitchell, pionnière des garderies, cofondatrice de Head Start et Freedom House
- Sarah-Ann Shaw, journaliste de télévision
- Muriel S. Snowden, cofondatrice de Freedom House, récipiendaire de la bourse MacArthur Genius
- Maude Trotter Steward, rédactrice en chef d'un journal
- Geraldine Trotter, éditrice et militante

### South End
La promenade South End commence à Back Bay Station et se termine au Boston Center for the Arts. Les femmes mentionnées sur la marche Sound End comprennent : 
- Louisa May Alcott, auteur
- Tina Allen, sculptrice
- Maria Louise Baldwin, éducatrice afro-américaine et leader civique
- Mary McLeod Bethune, éducatrice et fondatrice d'une école
- Melnea Cass, militante des droits civiques
- Hattie B. Cooper, dirigeante de la Women's Home Missionary Society
- Lucretia Crocker, éducatrice scientifique
- Estella Crosby, cofondatrice de l'unité de Boston de la Housewives League
- Wilhelmina Marguerita Crosson, éducatrice et ancienne défenseure de l'éducation à l'histoire des Noirs
- Rebecca Lee Crumpler, la première femme médecin afro-américaine
- Fern Cunningham, sculptrice, a créé la première sculpture honorant une femme (Harriet Tubman) dans un espace public de Boston[18]
- Mildred Davenport, célèbre danseuse afro-américaine et professeur de danse
- Mary Baker Eddy, fondatrice de l'Église du Christ, scientifique
- Meta Vaux Warrick Fuller, artiste, sculptrice
- Frieda Garcia, militante communautaire
- Anna Bobbit Gardner, la première femme afro-américaine à recevoir un baccalauréat du New England Conservatory of Music
- Louise Imogen Guiney, poétesse, essayiste et éditrice
- Harriet Boyd Hawes, archéologue pionnière
- Coretta Scott King, militante des droits civiques et épouse de Martin Luther King, Jr.
- Annie McKay, première infirmière scolaire de Boston
- Cora Reid McKerrow, femme d'affaires locale
- Louise Chandler Moulton, auteur et critique
- Mary Safford-Blake, la première femme gynécologue
- Susie King Taylor, esclave échappée, auteur et première infirmière afro-américaine
- Harriet Tubman, abolitionniste afro-américaine, suffragette des femmes et espionne de l'Union qui a passé du temps à Boston
- Myrna Vázquez, actrice de renom à Porto Rico ; activiste communautaire de South End
- Anna Cabot Quincy Waterston, écrivaine et poétesse
- E. Virginia Williams, fondatrice du Boston Ballet
- Mary Evans Wilson, fondatrice du Women's Service Club
- Activistes communautaires Jeanette Hajjar, Helen Morton et Paula Oyola
- Membres de la Boston Ladies 'Auxiliary of the Brotherhood of Sleeping Car Porters
- Membres de la Société libano-syrienne d'aide aux femmes
- Élèves de la Boston Normal School et du New England Female Medical College
- Résidents du Bethany Home for Young Women, de la maison Sainte-Hélène et de la maison Franklin Square

### West Roxbury
Les femmes mentionnées sur la promenade de West Roxbury comprennent : 
- Kathleen Coffey, première femme juge en chef du tribunal de district de West Roxbury
- Mary Draper, militante de la guerre révolutionnaire
- Margaret Fuller, journaliste, critique et défenseure des droits des femmes associée au transcendantalisme américain
- Sophia Ripley, féministe associée au transcendantalisme américain
- Evelyn Shakir, universitaire et écrivaine libano-américaine
- Marian Walsh, sénatrice de l'État du Massachusetts
- Les activistes locales Alice Hennessey, Ellen McGill et Pamela Seigle

## Voir également
- Freedom Trail
- Black Heritage Trail
- Salem Women's Heritage Trail